# Star Wars Rebels
Star Wars Rebels é uma série de desenho animado americana produzida em CGI pela Lucasfilm e a Lucasfilm Animation. Situada 14 anos depois de  Star Wars: Episódio III - A Vingança dos Sith e cinco anos antes de Star Wars: Episódio IV - Uma Nova Esperança, em que o Império Galático quer dominar a galáxia e caçar os últimos cavaleiros Jedi mostrando o crescimento da Aliança. A série estreou com um especial de uma hora no dia 3 de outubro de 2014 no Disney Channel, com episódios regulares a partir do dia 13 de outubro no Disney XD. Simon Kinberg (X-Men: Primeira Classe) é o produtor-executivo da série e vai roteirizar o primeiro episódio. Dave Filoni, e Greg Weisman (Young Justice / The Spectacular Spider-Man) também assinam a produção-executiva.
No Brasil a série foi exibida pelo Disney XD a partir do dia 4 de outubro de 2014. Em Portugal, a série estreou no dia 25 de outubro de 2014 no Disney Channel, mais tarde no dia 5 de janeiro de 2018 na SIC K e depois no dia 9 de junho de 2018 na SIC. Em Angola e Moçambique, a série foi transmitida pelo Txillo.

## Sinopse
Quando a série começa, as forças Imperiais ocuparam um planeta remoto, governando com punhos de aço e oprimindo os seus habitantes. Um pequeno grupo de insurgentes decidem se revoltar contra o sistema imperial e roubam para dar aos necessitados combatendo e enganando as intermináveis tropas de stormtroopers: os extraordinários membros da nave “Fantasma”. Juntos, eles encaram aventuras, enigmas e mistérios para combater vilões e adversidades para se tornarem heróis.

## Elenco e Personagens
- Taylor Gray como Ezra Bridger: Um jovem e carismático de 14 anos, vigarista, ladrão e golpista. Que vive no planeta Lothal e começa a manifestar habilidades da Força. No começo, Ezra tem pouco interesse na causa rebelde, mas o jovem fora da lei, acaba se tornando o aprendiz do Jedi Kanan.[11]
- Freddie Prinze, Jr. como Kanan Jarrus: Um ex-padawan Jedi que sobreviveu a Grande Purgação Jedi.[12]
- Steve Blum como Zeb Orrelios: Um Lasat conhecido por sua força física. A sua aparência física é baseada no desenho de Ralph Mc'Quarrie de Chewbacca.[13]
- Tiya Sircar como Sabine: Uma Mandaloriana com conhecimento especializado em armas e explosivos. Ela também é uma grafiteira que adora fazer propaganda anti-imperial.[14]
- Vanessa Marshall como Hera Syndulla: Uma Twi'lek que pilota uma nave chamada "Fantasma".[15]
- C1-10P (Chopper): Um Droide Astromecânico preguiçoso. Ele foi feito de peças de reposição, uma vez que seus mestres não podia pagar por peças novas.[16] Sua aparência física é fortemente inspirada na arte conceitual original de Ralph McQuarrie para R2-D2. Porém sua personalidade é muito diferente do droide. Ele é agitado, rabugento e teimoso, aparentemente pouco se importando com os seres orgânicos que ele tem para trabalhar.
- Jason Isaacs como O Grande Inquisitor: Um Pau'an, antagonista e um seguidor do Lado Negro da Força, trabalhando para o Império e respondendo para Darth Vader com a missão de caçar os Cavaleiros Jedi restantes da galáxia.

## Enquadramento no universoStar Wars
| Filmes e séries | Filmes e séries                     | Calendário ficcional (em anos) | Calendário ficcional (em anos) | Calendário ficcional (em anos) | Calendário ficcional (em anos) | Calendário ficcional (em anos) | Calendário ficcional (em anos) | Calendário ficcional (em anos) | Calendário ficcional (em anos) | Calendário ficcional (em anos) | Calendário ficcional (em anos) | Calendário ficcional (em anos) | Calendário ficcional (em anos) | Calendário ficcional (em anos) | Calendário ficcional (em anos) | Calendário ficcional (em anos) | Calendário ficcional (em anos) | Calendário ficcional (em anos) | Calendário ficcional (em anos) | Calendário ficcional (em anos) | Calendário ficcional (em anos) | Calendário ficcional (em anos) | Calendário ficcional (em anos) | Calendário ficcional (em anos) | Calendário ficcional (em anos) | Calendário ficcional (em anos) | Calendário ficcional (em anos) | Calendário ficcional (em anos) | Calendário ficcional (em anos) | Calendário ficcional (em anos) | Calendário ficcional (em anos) | Calendário ficcional (em anos) | Calendário ficcional (em anos) | Calendário ficcional (em anos) | Calendário ficcional (em anos) | Calendário ficcional (em anos) | Calendário ficcional (em anos) | Calendário ficcional (em anos) | Calendário ficcional (em anos) | Calendário ficcional (em anos) | Calendário ficcional (em anos) | Calendário ficcional (em anos) | Calendário ficcional (em anos) | Calendário ficcional (em anos) | Calendário ficcional (em anos) | Calendário ficcional (em anos) | Calendário ficcional (em anos) | Calendário ficcional (em anos) | Calendário ficcional (em anos) | Calendário ficcional (em anos) | Calendário ficcional (em anos) |
| Filmes e séries | Filmes e séries                     | Antes da Batalha de Yavin      | Antes da Batalha de Yavin      | Antes da Batalha de Yavin      | Antes da Batalha de Yavin      | Antes da Batalha de Yavin      | Antes da Batalha de Yavin      | Antes da Batalha de Yavin      | Antes da Batalha de Yavin      | Antes da Batalha de Yavin      | Antes da Batalha de Yavin      | Antes da Batalha de Yavin      | Antes da Batalha de Yavin      | Antes da Batalha de Yavin      | Antes da Batalha de Yavin      | Antes da Batalha de Yavin      | Antes da Batalha de Yavin      | Antes da Batalha de Yavin      | Antes da Batalha de Yavin      | Antes da Batalha de Yavin      | Antes da Batalha de Yavin      | Antes da Batalha de Yavin      | Antes da Batalha de Yavin      | Antes da Batalha de Yavin      | Antes da Batalha de Yavin      | Antes da Batalha de Yavin      | Antes da Batalha de Yavin      | Antes da Batalha de Yavin      | Antes da Batalha de Yavin      | Antes da Batalha de Yavin      | Antes da Batalha de Yavin      | Depois da Batalha de Yavin     | Depois da Batalha de Yavin     | Depois da Batalha de Yavin     | Depois da Batalha de Yavin     | Depois da Batalha de Yavin     | Depois da Batalha de Yavin     | Depois da Batalha de Yavin     | Depois da Batalha de Yavin     | Depois da Batalha de Yavin     | Depois da Batalha de Yavin     | Depois da Batalha de Yavin     | Depois da Batalha de Yavin     | Depois da Batalha de Yavin     | Depois da Batalha de Yavin     | Depois da Batalha de Yavin     | Depois da Batalha de Yavin     | Depois da Batalha de Yavin     | Depois da Batalha de Yavin     | Depois da Batalha de Yavin     | Depois da Batalha de Yavin     |
| Filmes e séries | Filmes e séries                     | 33                             | 32                             | 31                             | 30–24                          | 23                             | 22                             | 21                             | 20                             | 19                             | 18                             | 17                             | 16                             | 15                             | 14                             | 13                             | 12                             | 11                             | 10                             | 9                              | 8                              | 7                              | 6                              | 5                              | 4                              | 3                              | 2                              | 1                              | 0                              | 0                              | 0                              | 0                              | 1                              | 2                              | 3                              | 4                              | 5                              | 6                              | 7                              | 8                              | 9                              | 10                             | 11                             | 12–31                          | 32                             | 33                             | 34                             | 34                             | 35                             | 36-49                          | 50                             |
| --- | ----------------------------------- | ------------------------------ | ------------------------------ | ------------------------------ | ------------------------------ | ------------------------------ | ------------------------------ | ------------------------------ | ------------------------------ | ------------------------------ | ------------------------------ | ------------------------------ | ------------------------------ | ------------------------------ | ------------------------------ | ------------------------------ | ------------------------------ | ------------------------------ | ------------------------------ | ------------------------------ | ------------------------------ | ------------------------------ | ------------------------------ | ------------------------------ | ------------------------------ | ------------------------------ | ------------------------------ | ------------------------------ | ------------------------------ | ------------------------------ | ------------------------------ | ------------------------------ | ------------------------------ | ------------------------------ | ------------------------------ | ------------------------------ | ------------------------------ | ------------------------------ | ------------------------------ | ------------------------------ | ------------------------------ | ------------------------------ | ------------------------------ | ------------------------------ | ------------------------------ | ------------------------------ | ------------------------------ | ------------------------------ | ------------------------------ | ------------------------------ | ------------------------------ |
| A Ameaça Fantasma Ataque dos Clones A Vingança dos Sith |                                     |                                | I                              |                                |                                |                                | II                             |                                |                                | III                            |                                |                                |                                |                                |                                |                                |                                |                                |                                |                                |                                |                                |                                |                                |                                |                                |                                |                                |                                |                                |                                |                                |                                |                                |                                |                                |                                |                                |                                |                                |                                |                                |                                |                                |                                |                                |                                |                                |                                |                                |                                |
| Uma Nova Esperança O Império Contra-Ataca O Regresso de Jedi |                                     |                                |                                |                                | IV                             | IV                             | V                              | VI                             |                                |                                |                                |                                |                                |                                |                                |                                |                                |                                |                                |                                |                                |                                |                                |                                |                                |                                |                                |                                |                                |                                |                                |                                |                                |                                |                                |                                |                                |                                |                                |                                |                                |                                |                                |                                |                                |                                |                                |                                |                                |                                |                                |
| O Despertar da Força Os Últimos Jedi A Ascensão de Skywalker |                                     |                                |                                |                                |                                | VII                            | VIII                           | IX                             |                                |                                |                                |                                |                                |                                |                                |                                |                                |                                |                                |                                |                                |                                |                                |                                |                                |                                |                                |                                |                                |                                |                                |                                |                                |                                |                                |                                |                                |                                |                                |                                |                                |                                |                                |                                |                                |                                |                                |                                |                                |                                |                                |
| Rogue One Solo |                                     | a                              | R1                             |                                |                                |                                |                                |                                |                                |                                |                                |                                |                                |                                |                                |                                |                                |                                |                                |                                |                                |                                |                                |                                |                                |                                |                                |                                |                                |                                |                                |                                |                                |                                |                                |                                |                                |                                |                                |                                |                                |                                |                                |                                |                                |                                |                                |                                |                                |                                |                                |
| Rogue One Solo | a                                   | S                              |                                |                                |                                |                                |                                |                                |                                |                                |                                |                                |                                |                                |                                |                                |                                |                                |                                |                                |                                |                                |                                |                                |                                |                                |                                |                                |                                |                                |                                |                                |                                |                                |                                |                                |                                |                                |                                |                                |                                |                                |                                |                                |                                |                                |                                |                                |                                |                                |                                |
| The Clone Wars (+ Filme) The Bad Batch Obi-Wan Kenobi Rebels Andor Resistance The Mandalorian O Livro de Boba Fett Ahsoka |                                     | Clone Wars                     | Clone Wars                     | Clone Wars                     | Clone Wars                     |                                |                                |                                |                                |                                |                                |                                |                                |                                |                                |                                |                                |                                |                                |                                |                                |                                |                                |                                |                                |                                |                                |                                |                                |                                |                                |                                |                                |                                |                                |                                |                                |                                |                                |                                |                                |                                |                                |                                |                                |                                |                                |                                |                                |                                |                                |
| The Clone Wars (+ Filme) The Bad Batch Obi-Wan Kenobi Rebels Andor Resistance The Mandalorian O Livro de Boba Fett Ahsoka |                                     |                                | BB                             |                                |                                |                                |                                |                                |                                |                                |                                |                                |                                |                                |                                |                                |                                |                                |                                |                                |                                |                                |                                |                                |                                |                                |                                |                                |                                |                                |                                |                                |                                |                                |                                |                                |                                |                                |                                |                                |                                |                                |                                |                                |                                |                                |                                |                                |                                |                                |                                |
| The Clone Wars (+ Filme) The Bad Batch Obi-Wan Kenobi Rebels Andor Resistance The Mandalorian O Livro de Boba Fett Ahsoka |                                     | K                              |                                |                                |                                |                                |                                |                                |                                |                                |                                |                                |                                |                                |                                |                                |                                |                                |                                |                                |                                |                                |                                |                                |                                |                                |                                |                                |                                |                                |                                |                                |                                |                                |                                |                                |                                |                                |                                |                                |                                |                                |                                |                                |                                |                                |                                |                                |                                |                                |                                |
| The Clone Wars (+ Filme) The Bad Batch Obi-Wan Kenobi Rebels Andor Resistance The Mandalorian O Livro de Boba Fett Ahsoka |                                     | Rebels                         | Rebels                         | Rebels                         | Rebels                         | Rebels                         | Rebels                         | b                              |                                |                                |                                |                                |                                |                                |                                |                                |                                |                                |                                |                                |                                |                                |                                |                                |                                |                                |                                |                                |                                |                                |                                |                                |                                |                                |                                |                                |                                |                                |                                |                                |                                |                                |                                |                                |                                |                                |                                |                                |                                |                                |                                |
| The Clone Wars (+ Filme) The Bad Batch Obi-Wan Kenobi Rebels Andor Resistance The Mandalorian O Livro de Boba Fett Ahsoka | Andor                               |                                |                                |                                |                                |                                |                                |                                |                                |                                |                                |                                |                                |                                |                                |                                |                                |                                |                                |                                |                                |                                |                                |                                |                                |                                |                                |                                |                                |                                |                                |                                |                                |                                |                                |                                |                                |                                |                                |                                |                                |                                |                                |                                |                                |                                |                                |                                |                                |                                |                                |
| The Clone Wars (+ Filme) The Bad Batch Obi-Wan Kenobi Rebels Andor Resistance The Mandalorian O Livro de Boba Fett Ahsoka |                                     |                                |                                |                                |                                | Resistance                     |                                |                                |                                |                                |                                |                                |                                |                                |                                |                                |                                |                                |                                |                                |                                |                                |                                |                                |                                |                                |                                |                                |                                |                                |                                |                                |                                |                                |                                |                                |                                |                                |                                |                                |                                |                                |                                |                                |                                |                                |                                |                                |                                |                                |                                |
| The Clone Wars (+ Filme) The Bad Batch Obi-Wan Kenobi Rebels Andor Resistance The Mandalorian O Livro de Boba Fett Ahsoka | M                                   |                                |                                |                                |                                |                                |                                |                                |                                |                                |                                |                                |                                |                                |                                |                                |                                |                                |                                |                                |                                |                                |                                |                                |                                |                                |                                |                                |                                |                                |                                |                                |                                |                                |                                |                                |                                |                                |                                |                                |                                |                                |                                |                                |                                |                                |                                |                                |                                |                                |                                |
| The Clone Wars (+ Filme) The Bad Batch Obi-Wan Kenobi Rebels Andor Resistance The Mandalorian O Livro de Boba Fett Ahsoka | BF                                  |                                |                                |                                |                                |                                |                                |                                |                                |                                |                                |                                |                                |                                |                                |                                |                                |                                |                                |                                |                                |                                |                                |                                |                                |                                |                                |                                |                                |                                |                                |                                |                                |                                |                                |                                |                                |                                |                                |                                |                                |                                |                                |                                |                                |                                |                                |                                |                                |                                |                                |
| The Clone Wars (+ Filme) The Bad Batch Obi-Wan Kenobi Rebels Andor Resistance The Mandalorian O Livro de Boba Fett Ahsoka | A                                   |                                |                                |                                |                                |                                |                                |                                |                                |                                |                                |                                |                                |                                |                                |                                |                                |                                |                                |                                |                                |                                |                                |                                |                                |                                |                                |                                |                                |                                |                                |                                |                                |                                |                                |                                |                                |                                |                                |                                |                                |                                |                                |                                |                                |                                |                                |                                |                                |                                |                                |
| Era | Era                                 | Queda dos Jedi                 | Queda dos Jedi                 | Queda dos Jedi                 | Queda dos Jedi                 | Queda dos Jedi                 | Queda dos Jedi                 | Queda dos Jedi                 | Queda dos Jedi                 | Queda dos Jedi                 | Ascensão do Império            | Ascensão do Império            | Ascensão do Império            | Ascensão do Império            | Ascensão do Império            | Ascensão do Império            | Ascensão do Império            | Ascensão do Império            | Ascensão do Império            | Ascensão do Império            | Ascensão do Império            | Ascensão do Império            | Ascensão do Império            | Era da Rebelião                | Era da Rebelião                | Era da Rebelião                | Era da Rebelião                | Era da Rebelião                | Era da Rebelião                | Era da Rebelião                | Era da Rebelião                | Era da Rebelião                | Era da Rebelião                | Era da Rebelião                | Era da Rebelião                | Era da Rebelião                | Era da Rebelião                | A Nova República               | A Nova República               | A Nova República               | A Nova República               | A Nova República               | A Nova República               | A Nova República               | A Nova República               | Ascensão da Primeira Ordem     | Ascensão da Primeira Ordem     | Ascensão da Primeira Ordem     | Ascensão da Primeira Ordem     |                                | A Nova Ordem Jedi              |
| \| \| Prequela (Episódios I–III) \| \| \| Trilogia Original (Episódios IV–VI) \| \| \| Sequela (Episódios VII–IX) \| \| \| Filmes A Star Wars Story \| \| \| Séries \| a: Prólogo b: Epílogo Os episódios da web série Star Wars: Força do Destino passam-se em alturas diferentes, o que dificulta a sua inserção no cronograma. Também estão excluídos minisséries, contos, bandas desenhadas e livros do cânone oficial do Star-Wars, bem como o parque temático Star Wars: Galaxy’s Edge (entre VIII e IX). A cronologia usa o calendário ficcional do universo Star-Wars em anos antes e depois da Batalha de Yavin. A Batalha de Yavin IV representa o final do Episódio IV, em que Luke Skywalker e os rebeldes destroem a primeira Estrela da Morte. |                                     |                                |                                |                                |                                |                                |                                |                                |                                |                                |                                |                                |                                |                                |                                |                                |                                |                                |                                |                                |                                |                                |                                |                                |                                |                                |                                |                                |                                |                                |                                |                                |                                |                                |                                |                                |                                |                                |                                |                                |                                |                                |                                |                                |                                |                                |                                |                                |                                |                                |                                |
| | Prequela (Episódios I–III)          |                                |                                |                                |                                |                                |                                |                                |                                |                                |                                |                                |                                |                                |                                |                                |                                |                                |                                |                                |                                |                                |                                |                                |                                |                                |                                |                                |                                |                                |                                |                                |                                |                                |                                |                                |                                |                                |                                |                                |                                |                                |                                |                                |                                |                                |                                |                                |                                |                                |                                |
| | Trilogia Original (Episódios IV–VI) |                                |                                |                                |                                |                                |                                |                                |                                |                                |                                |                                |                                |                                |                                |                                |                                |                                |                                |                                |                                |                                |                                |                                |                                |                                |                                |                                |                                |                                |                                |                                |                                |                                |                                |                                |                                |                                |                                |                                |                                |                                |                                |                                |                                |                                |                                |                                |                                |                                |                                |
| | Sequela (Episódios VII–IX)          |                                |                                |                                |                                |                                |                                |                                |                                |                                |                                |                                |                                |                                |                                |                                |                                |                                |                                |                                |                                |                                |                                |                                |                                |                                |                                |                                |                                |                                |                                |                                |                                |                                |                                |                                |                                |                                |                                |                                |                                |                                |                                |                                |                                |                                |                                |                                |                                |                                |                                |
| | Filmes A Star Wars Story            |                                |                                |                                |                                |                                |                                |                                |                                |                                |                                |                                |                                |                                |                                |                                |                                |                                |                                |                                |                                |                                |                                |                                |                                |                                |                                |                                |                                |                                |                                |                                |                                |                                |                                |                                |                                |                                |                                |                                |                                |                                |                                |                                |                                |                                |                                |                                |                                |                                |                                |
| | Séries                              |                                |                                |                                |                                |                                |                                |                                |                                |                                |                                |                                |                                |                                |                                |                                |                                |                                |                                |                                |                                |                                |                                |                                |                                |                                |                                |                                |                                |                                |                                |                                |                                |                                |                                |                                |                                |                                |                                |                                |                                |                                |                                |                                |                                |                                |                                |                                |                                |                                |                                |